# خليج بوتيا

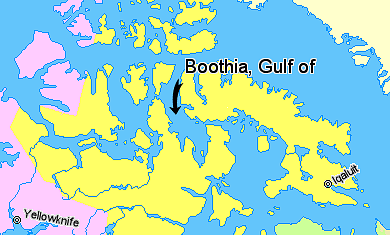
خريطة تشير إلى الخليج بوتيا، نونافوت، كندا.
نونافوت
الأقاليم الشمالية الغربية
غرينلاند

خليج بوتيا (بالإنجليزية: Gulf of Boothia)‏ هي هيئة المياه في نونافوت، كندا. وهي مقسمة إداريا بين اقليم كيتيكميوت على الغرب ومنطقة كيكيڨتالوك على الشرق. انه يدمج شمالا إلى مدخل الأمير ريجنت، وهما يشكلان خليج واحد مع أسماء مختلفة لأجزائه. وهو محاط في اتجاه عقارب الساعة، جزيرة بافين، ومضيق هيكلا وشبه جزيرة ميلفيل، ومن البر الرئيسى الكندي، شبه جزيرة بوتيا وربما مضيق بيلو . الطرف الجنوبي خليج الجنة، شمال غرب شبه جزيرة سيمبسون وخليج بيلي . بالإضافة إلى ارتباطه مع مدخل الأمير ريجنت واحد يمكن استخدام كاسحة الجليد للذهاب شرقا عبر مضيق هيكلا، أو، مع الحظ، اجتياز مضيق بيلو غربا.